# Pinterest
Pinterest je američka društvena mreža zasnovana na objavljivanju i otkrivanju informacija u stilu oglasne ploče ili panoa. Objave na mreži u formatu su slika, fotografija i videa koji najčešće služe kao izvori za inspiraciju, uglavnom tematski vezani uz recepte, interijer, modu i slično. Matičnu tvrtku mreže, Pinterest, Inc., osnovali su Ben Silbermann, Paul Sciarra i Evan Sharp, a njeno je sjedište u San Franciscu.
Objave korisnika nazivaju se pinovima (engl. pin, 'pribadača') i spremaju se na pinboardovima (engl. pinboard, 'pano'). Ako je medij u objavi preuzet s drugog mrežnog mjesta, u komentarima objave se automatski stvara poveznica na izvorišnu stranicu. Korisnici mogu zapratiti pinboardove drugih korisnika i vidjeti nove objave na njima u stvarnom vremenu. Usto je tuđe pinove moguće repinati (od engl. suf. re-, 'učiniti ponovno'), a time ih dodati na vlastite pinboardove. Korisnici također mogu lajkati objavu, što ju prikazuje na zasebnom odjeljku korisničke stranice.
Ben Silbermann, koji je prethodno radio u Googleu, počeo je raditi na Pinterestu u prosincu 2009. godine, a u ožujku 2010. ona je objavljena u beta inačici za ograničen broj korisnika.
U siječnju 2012. godine, 11,7 milijuna američkih korisnika posjetilo je Pinterest, a tadašnjih 10,4 milijuna registriranih korisnika činilo ga je trećom najvećom društvenom mrežom u svijetu nakon Facebooka i Twittera. U drugome kvartalu 2024. godine, Pinterest je brojao 522 milijuna aktivnih korisnika mjesečno, a u rujnu je stajao na 17. mjestu najpopularnijih društvenih mreža u svijetu.